# I'm Alive (låt av Elhaida Dani)
I'm Alive (svenska: jag lever) är en popballad på engelska framförd av den albanska sångerskan Elhaida Dani. Låten var Albaniens bidrag i Eurovision Song Contest 2015 i Wien i Österrike. I'm Alive släpptes officiellt den 15 mars 2015 på Eurovisions Youtubekanal samt under RTSH:s 20:00-sändning. Elhaida Dani tog sig med låten vidare till tävlingens final 23 maj 2015 där hon slutade på 17:e plats med 34 poäng.

## Bakgrund
Låten är skriven av den framgångsrike albanske låtskrivaren Sokol Marsi som bland annat skrev Aurela Gaçes bidrag i Eurovision Song Contest 2011, "Feel the Passion" och Anjeza Shahinis "Në pasqyrë" som hon slutade på andra plats i Festivali i Këngës 48 med. Därtill skrev han även "Kristal" som Elton Deda kom på andra plats i Festivali i Këngës 50 med. Den engelska versionen av låten som tävlade i Eurovision översattes och anpassades av Linda Halimi. Låten är komponerad av den populära kosovoalbanska producentduon Zzap & Chriss (Arbër Elshani och Christian Lekaj). De stod bland annat bakom Linda Halimis låt "S'të fal" som slutade trea i Festivali i Këngës 53 bakom "Diell" med Elhaida Dani. Den har även producerats av den makedonske kompositören och producenten Darko Dimitrov. Enligt Zzap & Chriss tog låten 3 dagar att producera.
Låten representerade Albanien i Eurovision Song Contest 2015 i Wien framförd av Elhaida Dani. Detta på grund av att det ursprungliga vinnarbidraget i Festivali i Këngës 53, "Diell", som egentligen skulle ha tävlat i Eurovision, drogs tillbaka av låtens upphovsman Aldo Shllaku. Detta på grund av kontraktsbråk med RTSH varpå låten inte kommer att kunna framföras i tävlingen. RTSH beslutade istället, i enighet med EBU, att låten skulle ersättas med en nyproducerad annan låt. Låtens titel blev "I'm Alive" och låtskrivaren från "Diell", Sokol Marsi, behöll uppgiften med den nya låten. Kompositörer till den nya låten blev Zzap & Chriss från Pristina som nått stora framgångar som producenter i Albanien och Kosovo.
Detta blev första gången sedan Albanien debuterade i Eurovision Song Contest som bidraget som deltog inte hade vunnit Festivali i Këngës.

### Versioner
Låtens ursprungsversion släpptes genom musikvideon den 15 mars 2015. Dani meddelade snart att ytterligare versioner av låten planerades, däribland en på albanska som kom att få titeln "Në jetë" (svenska: i livet). Den albanska versionen färdigställdes i april, medan även en version på italienska planerades. Låten framfördes även i april för första gången live, då Dani vid programmet E diell framförde en akustisk version av låten på piano. På grund av tekniska problem släpptes den albanska versionen av låten först den 2 maj. Till den albanska versionen spelade Dani in en delvis ny musikvideo som släpptes på Eurovisions officiella Youtubekanal.
| Nr | Titel     | Språk    | Version   | Artist       | Låtskrivare  | Kompositör    | Först uppvisad     | Längd | Släppt       |
| -- | --------- | -------- | --------- | ------------ | ------------ | ------------- | ------------------ | ----- | ------------ |
| 1  | I'm Alive | engelska | officiell | Elhaida Dani | Linda Halimi | Zzap & Chriss | Youtube            | 3:06  | 16 mars 2015 |
| 2  | Në jetë   | albanska | original  | Elhaida Dani | Sokol Marsi  | Zzap & Chriss | Privé, Klan Kosova | 3:06  | 2 maj 2015   |

## Musikvideor

### I'm Alive
Låten släpptes den 15 mars 2015 genom att den officiella musikvideon presenterades. Den spelades in i både Albanien och Makedonien av produktionsbolaget ProVideo, bland annat på Spitali Amerikan i Tirana och i Skopje. Videon fokuserar enligt ProVideo på starka kvinnor i det albanska samhället, däribland inom starkt mansdominerade yrken. Utöver Dani fokuserar den på en journalist, en läkare, en student, en trafikpolis, en kock, en brandman och en flygvärdinna där samtliga är kvinnor. Kort efter att den publicerats hade den över 1 miljon visningar på Youtube, och blev den näst mest visade låten på Eurovisions Youtubekanal med 1,7 miljoner visningar efter knappt en månads tid.

### Në jetë
Musikvideon till Në jetë släpptes den 2 maj 2015 då den visades på Privé på Klan Kosova och RTSH:s nyhetssändning 20:00. Den släpptes samtidigt på Eurovision Song Contests och Radio Televizioni Shqiptars officiella Youtube-kanaler. Den albanska versionen av låten hade delvis samma musikvideo som I'm Alive, men vissa stycken hade spelats in specifikt för den albanska versionen. Scenerna med Dani hade spelats in på nytt, och ett antal nya avsnitt med albanska kvinnor i olika yrken hade lagts till.

## Vid Eurovision

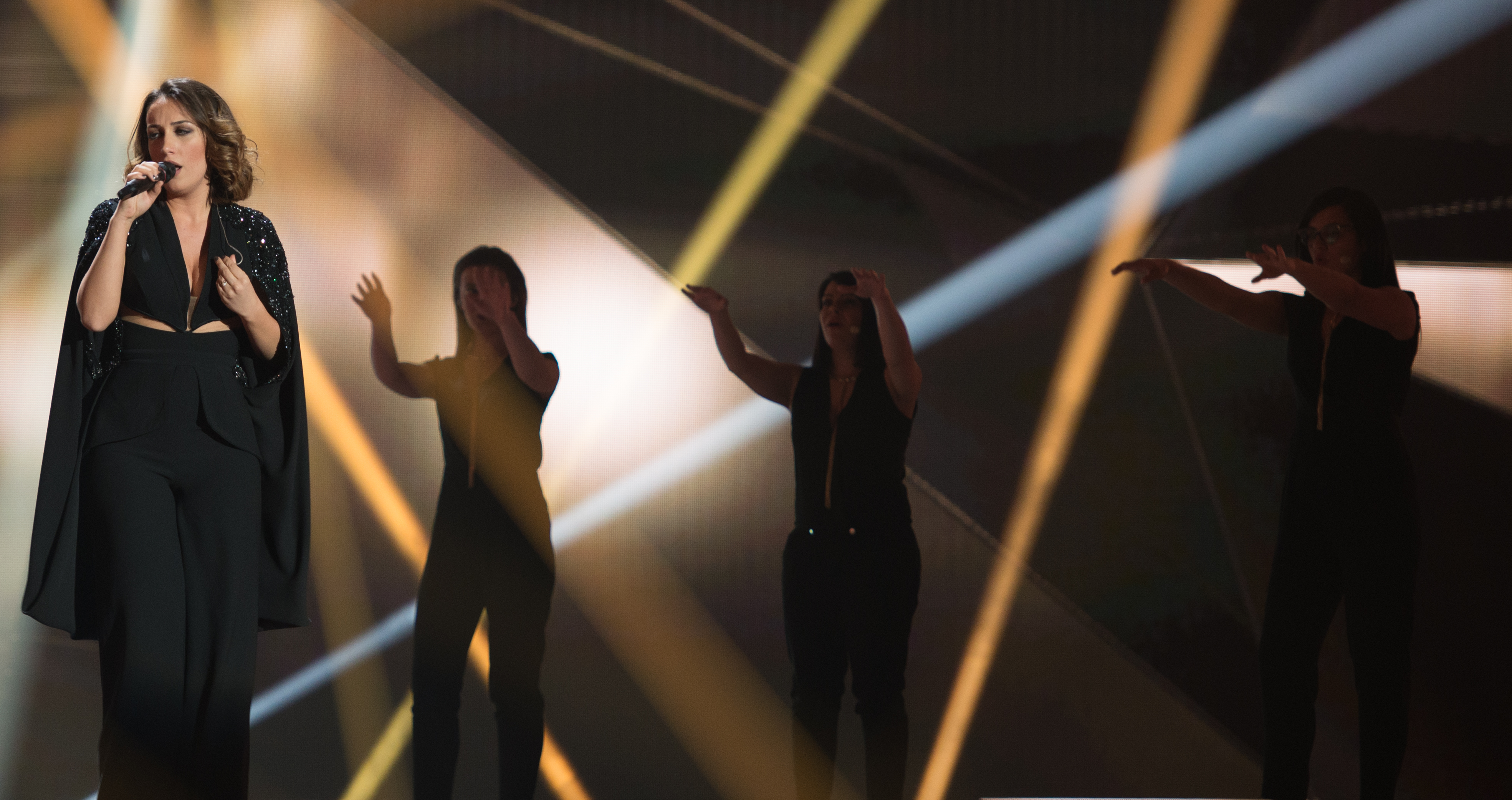
Elhaida Dani med sina bakgrundssångare: (från vänster) Gerona Hyska, Olsa Papandili och Erga Halilaj.

I Wien tävlade Dani med bidraget i tävlingens första semifinal, där hon vid semifinallottningen i januari 2015 lottades att få framföra sitt bidrag i den andra halvan av den första semifinalen. Senare stod det klart att den framförs med startnummer 14 av 16 deltagare. Det bekräftades även att Dani vid Eurovision skulle ha med sig tre bakgrundssångare när hon framförde låten på scen. Dessa var Erga Halilaj (bakgrundssångare åt Hersi 2014), Olsa Papandili (bakgrundssångare åt Hersi 2014) och Gerona Hyska. 
Dani framförde sitt bidrag i den första semifinalen den 19 maj 2015. När rösterna hade sammanställts stod det klart att Dani tagit sig vidare till finalen på en 10:e plats med 62 poäng. Det blev därmed första gången sedan 2012 som Albanien tog sig till finalen av tävlingen. Natten efter den andra semifinalen meddelade tävlingsledningen startordningen i finalen, där Dani kom att framföra sitt bidrag som nummer 26 av 27 deltagare i finalen. I finalen framförde sitt bidrag direkt efter favorittippade Rysslands Polina Gagarina med "A Million Voices" samt före Italiens grupp Il Volo med "Grande amore" som även de tippats som möjliga segrare av tävlingen. När röstresultaten redovisats stod det klart att Albanien tilldelats 34 poäng, däribland en 12-poängare från Makedonien, vilket räckte till att sluta på 17:e plats. Poängen är Albaniens hittills lägsta i en final av Eurovision Song Contest.

## Listplaceringar

### I'm Alive
| Lista (2015) | Peak |
| ------------ | ---- |
| Albanien     | 1    |

### Në jetë
| Lista (2015) | Peak |
| ------------ | ---- |
| Albanien     | 7    |